# Shakespears Sister
Shakespears Sister ist ein britisches Musikprojekt. Der Name bezieht sich auf das Lied Shakespeare's Sister von The Smiths.
Nachdem Siobhan Fahey ursprünglich ein Soloprojekt gründete, bildete sie dann mit Marcella Detroit ein Duo, das zwischen 1989 und 1992 mit Hits wie You’re History, Stay und Hello (Turn Your Radio On) erfolgreich war. 1996 wurde das Musikprojekt aufgelöst, seit 2009 ist es unter Fahey wieder aktiv.

## Karriere
Nachdem Fahey Anfang 1988 bei der Gruppe Bananarama ausgestiegen war, begann sie im selben Jahr unter dem Namen Shakespears Sister eine Solokarriere. Ihre erste Single, die Doppel-A-Seite Break My Heart (You Really)/Heroine, floppte jedoch.
Bei der Produktion ihres ersten Albums verlief die Zusammenarbeit mit der Gitarristin und Sängerin Marcella Detroit so gut, dass Fahey das Projekt zum Duo erweiterte; trotzdem blieb die Singularform des Namens erhalten. Detroit trat erstmals auf dem Cover und im Video der zweiten Single You’re History als Bandmitglied in Erscheinung.
Im August 1989 veröffentlichten Shakespears Sister ihr Debütalbum Sacred Heart, das in Großbritannien eine Platzierung in den Top Ten erreichte. Die Single You’re History konnte ebenfalls eine Top-10-Platzierung verbuchen. Der Erfolg kam im Frühjahr 1992 mit dem zweiten Album Hormonally Yours, das es bis auf Platz 3 der britischen Charts schaffte. Auf dem Album war mit Stay auch der erfolgreichste Titel des Duos enthalten. Das Lied wurde ein weltweiter Hit und konnte sich allein in Großbritannien acht Wochen an der Spitze der Charts halten. Der im Herbst 1992 aus dem Album ausgekoppelte Titel Hello (Turn Your Radio On) wurde in weiten Teilen Europas ebenfalls erfolgreich und konnte in mehreren Ländern Top-20-Platzierungen erzielen.
Kurz darauf kam es zu Spannungen zwischen Fahey und Detroit, sodass der letzte gemeinsame Auftritt am 6. Dezember 1992 bei der Smash Hits Poll Winners Party erfolgte. Während Detroit im Frühjahr 1993 aus dem Projekt ausstieg und eigene Wege ging, unterzog sich Fahey wegen starker Depressionen einer psychiatrischen Behandlung. Seit der Trennung kam es zwischen den beiden erst 2018 wieder zu einem persönlichen Kontakt.
Mitte 1996 erschien in Großbritannien mit I Can Drive die letzte offizielle Single, die es auf Platz 30 der britischen Singlecharts schaffte. Nach diesem eher mäßigen Erfolg wurde die Veröffentlichung des dritten Albums #3, das Fahey allein eingespielt hatte, von der Plattenfirma London Records verworfen. Das Werk war erst ab April 2005 erhältlich und konnte über Faheys Website erworben werden. Zuvor erschien im Herbst 2004 eine Best-of-Sammlung mit allen Singles sowie einer beigefügten DVD mit allen Videos der Band und Titeln, die für #3 bestimmt waren.
Ab 2009 trat Fahey wieder als Shakespears Sister auf. Im November desselben Jahres veröffentlichte sie das Album Songs from the Red Room, das überwiegend Solomaterial der letzten Jahre enthielt.
Nachdem es 2018 zu einem erneuten Kontakt mit Detroit gekommen war, wurde 2019 eine Wiedervereinigung von Fahey und Detroit inklusive neuer Musik und Tour bekanntgegeben.

## Diskografie

### Studioalben
| Jahr | Titel                               | Höchstplatzierung, Gesamtwochen, AuszeichnungChartplatzierungen (Jahr, Titel, Platzierungen, Wochen, Auszeichnungen, Anmerkungen) | Höchstplatzierung, Gesamtwochen, AuszeichnungChartplatzierungen (Jahr, Titel, Platzierungen, Wochen, Auszeichnungen, Anmerkungen) | Höchstplatzierung, Gesamtwochen, AuszeichnungChartplatzierungen (Jahr, Titel, Platzierungen, Wochen, Auszeichnungen, Anmerkungen) | Höchstplatzierung, Gesamtwochen, AuszeichnungChartplatzierungen (Jahr, Titel, Platzierungen, Wochen, Auszeichnungen, Anmerkungen) | Höchstplatzierung, Gesamtwochen, AuszeichnungChartplatzierungen (Jahr, Titel, Platzierungen, Wochen, Auszeichnungen, Anmerkungen) | Anmerkungen                              |
| Jahr | Titel                               | DE | AT | CH | UK | US | Anmerkungen                              |
| ---- | ----------------------------------- | --- | --- | --- | --- | --- | ---------------------------------------- |
| 1989 | Sacred Heart                        | DE71 (4 Wo.)DE | — | — | UK9 Gold · (8 Wo.)UK | — | Erstveröffentlichung: 16. August 1989    |
| 1992 | Hormonally Yours                    | DE12 Gold · (48 Wo.)DE | AT21 (16 Wo.)AT | CH15 Gold · (18 Wo.)CH | UK3 ×2Doppelplatin · (55 Wo.)UK                                                                                                   | US56 (29 Wo.)US | Erstveröffentlichung: 17. Februar 1992   |
| 2004 | #3                                  | — | — | — | — | — | Erstveröffentlichung: September 2004     |
| 2009 | Songs from the Red Room             | — | — | — | — | — | Erstveröffentlichung: 16. November 2009  |
| 2012 | Cosmic Dancer                       | — | — | — | — | — | Erstveröffentlichung: 05. November 2012  |
| 2022 | Hormonally Yours – 30th Anniversary | — | — | — | UK37 (1 Wo.)UK | — | Erstveröffentlichung: 30. September 2022 |

### Kompilationen
| Jahr | Titel                     | Höchstplatzierung, Gesamtwochen, AuszeichnungChartplatzierungen (Jahr, Titel, Platzierungen, Wochen, Auszeichnungen, Anmerkungen) | Höchstplatzierung, Gesamtwochen, AuszeichnungChartplatzierungen (Jahr, Titel, Platzierungen, Wochen, Auszeichnungen, Anmerkungen) | Höchstplatzierung, Gesamtwochen, AuszeichnungChartplatzierungen (Jahr, Titel, Platzierungen, Wochen, Auszeichnungen, Anmerkungen) | Höchstplatzierung, Gesamtwochen, AuszeichnungChartplatzierungen (Jahr, Titel, Platzierungen, Wochen, Auszeichnungen, Anmerkungen) | Höchstplatzierung, Gesamtwochen, AuszeichnungChartplatzierungen (Jahr, Titel, Platzierungen, Wochen, Auszeichnungen, Anmerkungen) | Anmerkungen                         |
| Jahr | Titel                     | DE | AT | CH | UK | US | Anmerkungen                         |
| ---- | ------------------------- | --- | --- | --- | --- | --- | ----------------------------------- |
| 2019 | Singles Party (1988–2019) | — | — | — | UK14 (1 Wo.)UK | — | Erstveröffentlichung: 19. Juli 2019 |

Weitere Kompilationen
- 2004: The Best of
- 2005: Long Live the Queens!
- 2011: Live 1992
- 2012: Rarities
- 2012: Remixes

### EPs
| Jahr | Titel      | Höchstplatzierung, Gesamtwochen, AuszeichnungChartplatzierungen (Jahr, Titel, Platzierungen, Wochen, Auszeichnungen, Anmerkungen) | Höchstplatzierung, Gesamtwochen, AuszeichnungChartplatzierungen (Jahr, Titel, Platzierungen, Wochen, Auszeichnungen, Anmerkungen) | Höchstplatzierung, Gesamtwochen, AuszeichnungChartplatzierungen (Jahr, Titel, Platzierungen, Wochen, Auszeichnungen, Anmerkungen) | Höchstplatzierung, Gesamtwochen, AuszeichnungChartplatzierungen (Jahr, Titel, Platzierungen, Wochen, Auszeichnungen, Anmerkungen) | Höchstplatzierung, Gesamtwochen, AuszeichnungChartplatzierungen (Jahr, Titel, Platzierungen, Wochen, Auszeichnungen, Anmerkungen) | Anmerkungen                            |
| Jahr | Titel      | DE | AT | CH | UK | US | Anmerkungen                            |
| ---- | ---------- | --- | --- | --- | --- | --- | -------------------------------------- |
| 2019 | Ride Again | — | — | — | UK67 (1 Wo.)UK | — | Erstveröffentlichung: 25. Oktober 2019 |

Weitere EPs
- 2011: The Red Room Sessions
- 2013: The Other Side… Demos and Rarities
- 2013: The Other Side… Demos and Rarities Part II
- 2013: The Other Side… Demos and Rarities Part III
- 2013: The Working Demos

### Singles
| Jahr | Titel Album                                 | Höchstplatzierung, Gesamtwochen, AuszeichnungChartplatzierungen (Jahr, Titel, Album, Platzierungen, Wochen, Auszeichnungen, Anmerkungen) | Höchstplatzierung, Gesamtwochen, AuszeichnungChartplatzierungen (Jahr, Titel, Album, Platzierungen, Wochen, Auszeichnungen, Anmerkungen) | Höchstplatzierung, Gesamtwochen, AuszeichnungChartplatzierungen (Jahr, Titel, Album, Platzierungen, Wochen, Auszeichnungen, Anmerkungen) | Höchstplatzierung, Gesamtwochen, AuszeichnungChartplatzierungen (Jahr, Titel, Album, Platzierungen, Wochen, Auszeichnungen, Anmerkungen) | Höchstplatzierung, Gesamtwochen, AuszeichnungChartplatzierungen (Jahr, Titel, Album, Platzierungen, Wochen, Auszeichnungen, Anmerkungen) | Anmerkungen                              |
| Jahr | Titel Album                                 | DE | AT | CH | UK | US | Anmerkungen                              |
| ---- | ------------------------------------------- | --- | --- | --- | --- | --- | ---------------------------------------- |
| 1989 | You’re History Sacred Heart                 | DE55 (6 Wo.)DE | — | — | UK7 (9 Wo.)UK | — | Erstveröffentlichung: 17. Juli 1989      |
| 1989 | Run Silent Sacred Heart                     | — | — | — | UK54 (3 Wo.)UK | — | Erstveröffentlichung: 2. Oktober 1989    |
| 1990 | Dirty Mind Sacred Heart                     | — | — | — | UK71 (2 Wo.)UK | — | Erstveröffentlichung: 26. Februar 1990   |
| 1991 | Goodbye Cruel World Hormonally Yours        | — | — | — | UK32 (6 Wo.)UK | — | Erstveröffentlichung: 23. September 1991 |
| 1992 | Stay Hormonally Yours                       | DE3 (28 Wo.)DE | AT4 (21 Wo.)AT | CH2 (22 Wo.)CH | UK1 Gold · (22 Wo.)UK | US4 Gold · (20 Wo.)US | Erstveröffentlichung: 13. Januar 1992    |
| 1992 | I Don’t Care Hormonally Yours               | DE34 (14 Wo.)DE | AT29 (4 Wo.)AT | CH28 (5 Wo.)CH | UK7 (7 Wo.)UK | US55 (12 Wo.)US | Erstveröffentlichung: 4. Mai 1992        |
| 1992 | Hello (Turn Your Radio On) Hormonally Yours | DE12 (22 Wo.)DE | — | CH9 (19 Wo.)CH | UK14 (6 Wo.)UK | — | Erstveröffentlichung: 26. Oktober 1992   |
| 1993 | My 16th Apology Hormonally Yours            | DE63 (6 Wo.)DE | — | — | UK61 (1 Wo.)UK | — | Erstveröffentlichung: 15. Februar 1993   |
| 1996 | I Can Drive #3                              | — | — | — | UK30 (3 Wo.)UK | — | Erstveröffentlichung: 10. Juni 1996      |

Weitere Singles
- 1988: Break My Heart / Heroine
- 2010: It’s a Trip
- 2019: All the Queen’s Horses
- 2019: When She Finds You

## Auszeichnungen für Musikverkäufe
| Goldene Schallplatte - Australien - 1990: für das Album Sacred Heart - 1992: für das Album Hormonally Yours - 1992: für die Single Stay - Kanada - 1992: für das Album Hormonally Yours - Neuseeland - 1992: für das Album Hormonally Yours |

Anmerkung: Auszeichnungen in Ländern aus den Charttabellen bzw. Chartboxen sind in ebendiesen zu finden.
| Land/RegionAuszeichnungen für Musikverkäufe (Land/Region, Auszeichnungen, Verkäufe, Quellen) | Gold       | Platin     | Verkäufe  | Quellen           |
| -------------------------------------------------------------------------------------------- | ---------- | ---------- | --------- | ----------------- |
| Australien (ARIA)                                                                            | 3× Gold3   | —          | 105.000   | aria.com.au       |
| Deutschland (BVMI)                                                                           | Gold1      | —          | 250.000   | musikindustrie.de |
| Kanada (MC)                                                                                  | Gold1      | —          | 50.000    | musiccanada.com   |
| Neuseeland (RMNZ)                                                                            | Gold1      | —          | 7.500     | Einzelnachweise   |
| Schweiz (IFPI)                                                                               | Gold1      | —          | 25.000    | hitparade.ch      |
| Vereinigte Staaten (RIAA)                                                                    | Gold1      | —          | 500.000   | riaa.com          |
| Vereinigtes Königreich (BPI)                                                                 | 2× Gold2   | 2× Platin2 | 1.100.000 | bpi.co.uk         |
| Insgesamt                                                                                    | 10× Gold10 | 2× Platin2 |           |                   |